# تپه تصفیه خانه ۲۰
تپه تصفیه خانهٔ ۲۰ مربوط به دوران پارینه‌سنگی جدید - دوران فرادیرینه‌سنگی است و در شهرستان کرمانشاه، بخش مرکزی، دهتان دورود فرامان، ۵۰۰ متری جنوب غرب روستای ده سواران واقع شده و این اثر در تاریخ ۲۶ اسفند ۱۳۸۷ با شمارهٔ ثبت ۲۵۷۳۰ به‌عنوان یکی از آثار ملی ایران به ثبت رسیده است.